# Маскатиньевы
Маскатиньевы (в старину Москотиньевы) — русский дворянский род, отрасль рода Плещеевых.
Род внесён в Бархатную книгу. При подаче документов (01 февраля 1686) для внесения рода в Бархатную книгу, была предоставлена родословная роспись Москотиньевых.
Родоначальник - Фёдор Бяконт, выехал в конце XIII в. из Чернигова в Москву и был боярином великого князя Симеона Гордого. Его правнук Семён Петрович Плещеев, по прозванию Москотинье, был родоначальником Маскатиньевых.Писались также Москатиньевыми-Плещеевыми. 
Род внесён в VI часть родословных книг Тамбовской и Нижегородской губерний

## Описание герба
В щите, разделённом перпендикулярно надвое, в правой половине, в красном поле, виден до половины чёрный одноглавый орёл с распростёртым крылом, имеющий над головой корону, а в лапе длинный крест. В левой половине в голубом поле, изображена рука в латах с мечом, выходящая из облака (польский герб Малая Погоня). На щите дворянский коронованный шлем. Нашлемник: между двумя распростёртыми чёрными орлиными крыльями золотой крест. Намёт на щите голубой и красный, подложенный серебром.

## Известные представители
- Москотиньев Яков Семёнович — мещерский городовой дворянин (1627-1629).
- Москотиньев Фёдор Семёнович — мещерский городовой дворянин (1627-1629), московский дворянин (1636-1640).
- Москотиньев Лукьян Никифорович — московский дворянин (1627-1640), воевода в Василе (1646-1647), в Туле (1648).
- Москотиньевы: Пётр Лукьянович, Максим Сидорович, Максим и Михаил Фёдоровичи, Иван Фёдорович Большой — московские дворяне (1671-1677).
- Москотиньевы: Дмитрий Петрович, Абрам Михайлович — стольники (1686-1692).
- Москотиньев Иван Михайлович — стольник царицы Прасковьи Фёдоровны (1693)[4][5].